# Conejo del metro de París
El conejo del metro de París (en francés: Lapin du métro parisien), también conocido como Serge el Conejo, es un personaje ficticio que ha sido utilizado como mascota por el Grupo RATP desde la década de 1970 para promover la seguridad de los niños en el metro de París. El conejo aparece en pegatinas que advierten a los pasajeros de que no deben meter los dedos en las puertas cuando se cierran, acompañadas de mensajes en diferentes idiomas, además del francés. Su diseño ha cambiado con el tiempo.
La primera versión fue dibujada por Anne LeLagadec en 1977. El conejo es un símbolo del Metro y tiene una cuenta oficial en Twitter.

## Contexto
Los carteles con el conejo se presentan en forma de pegatinas, que se colocan en el interior del metro y los trenes RER de París, sobre y alrededor de las puertas correderas con las que están equipados. Como las puertas se abren y cierran automáticamente, son un peligro para los niños pequeños, ya que no son conscientes del riesgo de pillarse los dedos. El conejo rosa desempeña, por tanto, un papel educativo en la prevención.
No está presente en otros tipos de transporte público de París (autobús, tranvía), pero sí en las redes metropolitanas de otros lugares de Francia (véase más abajo).
Desde principios de 2017, el conejo Serge está presente en las escaleras mecánicas de la red de París para advertir a los pasajeros, y en particular a los niños pequeños, de los comportamientos de riesgo.